# Liste der Stolpersteine in Bosnien und Herzegowina

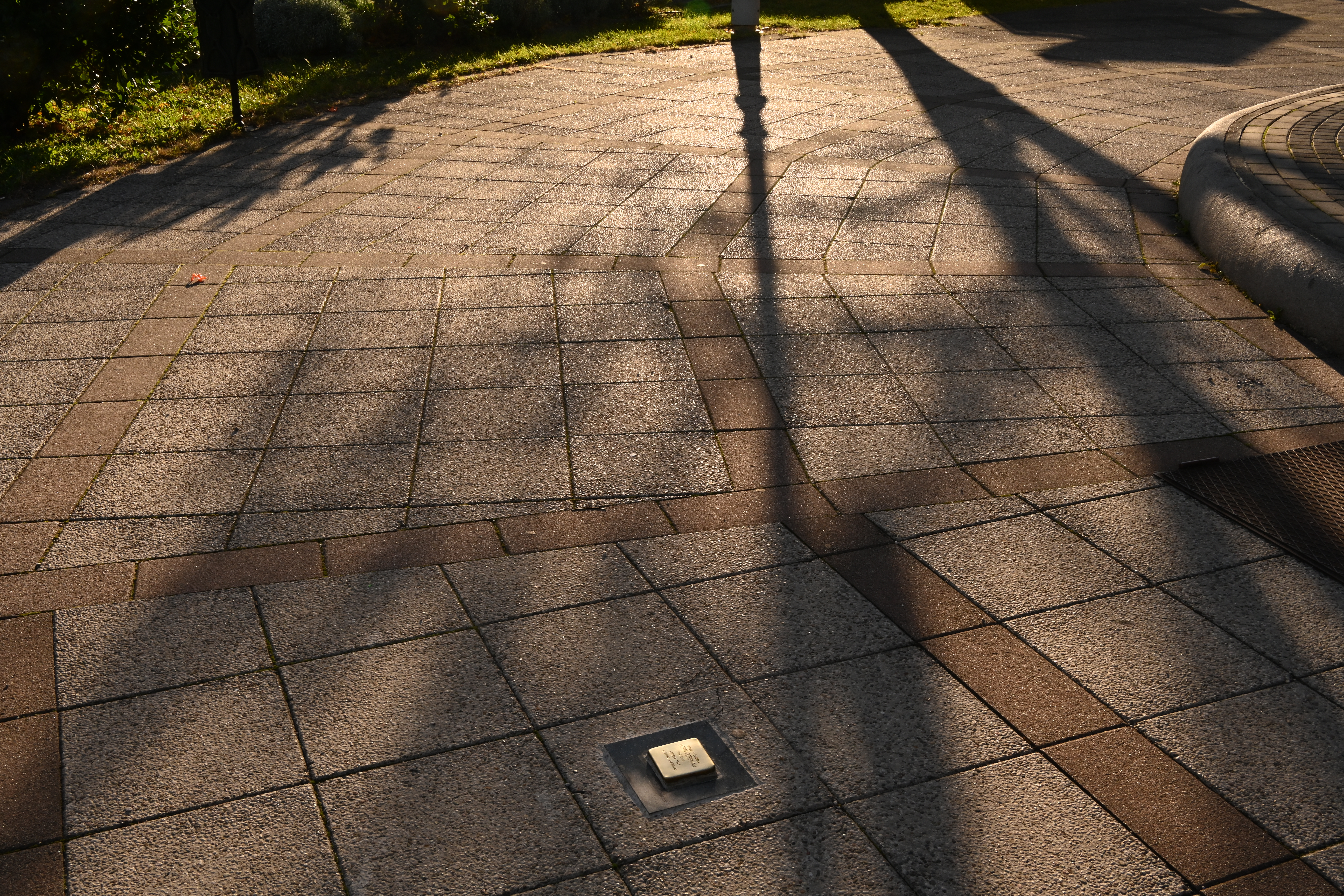
Stolperstein in Mostar

Die Liste der Stolpersteine in Bosnien und Herzegowina enthält die Stolpersteine, die In Bosnien und Herzegowina verlegt wurden. Stolpersteine sind ein Projekt des Künstlers Gunter Demnig. Sie erinnern an das Schicksal der Menschen, die von den Nationalsozialisten ermordet, deportiert, vertrieben oder in den Suizid getrieben wurden. Stolpersteine liegen im Regelfall vor dem letzten selbstgewählten Wohnsitz des Opfers.
Der erste Stolperstein in Bosnien und Herzegowina wurde am 29. April 2024 in Sarajevo, der Hauptstadt des Staates, verlegt.

## Zur Lage der Juden in Bosnien und Herzegowina
Die Rolle der Juden in Bosnien und Herzegowina muss im Kontext von Gesamt-Jugoslawien gesehen werden, denn Teil dieses Staates war Bosnien und Herzegowina von 1918 bis 1941 und von 1945 bis 1991. Die Volkszählung von 1931 ergab im gesamten Staatsgebiet Jugoslawiens eine Zahl von 71.000 Juden. Bis 1941 stieg die Zahl auf 80.000, darin enthalten rund 4.000 Flüchtlinge aus Deutschland, Österreich und anderen Ländern unter Kontrolle des NS-Regimes. 60 Prozent der Juden Jugoslawiens stammten von Aschkenasim ab, 40 Prozent von Sephardim. Zu den Ballungszentren jüdischen Lebens zählte – neben Belgrad und Zagreb – auch Sarajevo mit rund 10.000 Personen.
Im Rahmen der ersten Zerschlagung Jugoslawiens im Jahre 1941 wurde Bosnien und Herzegowina dem Vasallenstaat Hitlers, Kroatien, zugeschlagen. Dort wurde ein Völkermord an sogenannt fremdländischen Elementen durchgeführt – an Hunderttausenden Serben, an Juden und Zigeunern. Unmittelbar nach Staatsgründung  wurden die Nürnberger Gesetze in Kraft gesetzt, die Juden wurden isoliert und schikaniert, sie mussten den Judenstern tragen. Bereits im August 1941 wurden 5.000 kroatische Juden nach Auschwitz deportiert, Ende 1941 waren zwei Drittel aller Juden im Gebiet des Unabhängigen Staates Kroatien festgenommen.
Im Mai 1943 wurden erneut 2.000 Juden in den Osten verschleppt. Die meisten Juden Kroatiens waren im Konzentrationslager Jasenovac interniert und wurden dort von der Ustaša ermordet. Retten konnte sich nur, wer rechtzeitig in die italienische Besatzungszone flüchten konnte. Die Tagebücher des 11-jährigen Đura Rajs zeichnen ein plastisches Bild der Verzweiflung und der Ängste jüdischer Familien in Jugoslawien.

## Verlegte Stolpersteine

### Mostar
In Mostar wurden zwei Stolpersteine an unterschiedlichen Adressen verlegt. Derzeit liegt ein Stolperstein,
| Stolperstein | Übersetzung                                                      | Verlegeort                                                            | Name, Leben |
| ------------ | ---------------------------------------------------------------- | --------------------------------------------------------------------- | --- |
|              | HIER LEBTE BERTA BERGMAN GEB. 1892 ERMORDET 1945 IM KZ JASENOVAC | Španski trg 1 Mostar                                                  | Berta Bergman wurde am 10. Mai 1892 in der Nähe von Sarajevo geboren. Sie war die älteste Tochter des Eisenbahners Josip Bergmann und dessen Ehefrau Ernestina. Sie entstammte einer Familie von Aschkenasim, die sich sehr um die Ausbildung ihrer Töchter bemühte. Berta und ihre Schwester Marija waren die ersten weiblichen Abiturienten in Bosnien und Herzegowina. Die Schwestern wurden zum Hochschulstudium nach Wien geschickt, wo Berta im Jahre 1918 nach ihrem Medizinstudium promoviert wurde. Sie kehrte nach Bosnien zurück und arbeitete als Kinderärztin an verschiedenen Orten, darunter auch Banja Luka. Vor dem Ausbruch des Zweiten Weltkriegs wurde ihr die Leitung der „School Polyclinic“ in Mostar übertragen. Nach der Machtergreifung der Ustaschi schloss sie sich der Widerstandsbewegung an und unterstützte diese mit Rat und Tat. Sie behandelte Verwundete, bildete Krankenschwestern aus und stellte Verbandsmaterial bereit. Ihre Wohnung wurde zu einem Durchgangslager für jüdische Flüchtlinge aus Sarajevo, die sich in die italienische Zone retten wollten. Sie wurde verhaftet, freigelassen und erneut verhaftet. Nach der zweiten Verhaftung, die am 15. Januar 1945 erfolgte, wurde sie in das KZ Jasenovac verschleppt und dort hingerichtet. Die ganze Familie war im Widerstand aktiv. Ihr Bruder, ein Neffe und eine Nichte wurden von den Ustashi ermordet. Ihre Schwestern Marija und Lujza sowie Marijas Tochter konnten das NS-Regime und den Holocaust überleben. Berta Bhergman gilt als Pionierin der Frauenbildung in ihrem Heimatland. Ihrer wird gedacht auf dem Partisanendenkmal von Mostar, auf Gedenktafeln am Gymnasium in Mostar, welches sie besuchte, und an der Militärischen Medizinakademie in Belgrad. Ihr Name findet auch auf dem Holocaust-Denkmal am Friedhof von Mostar. |
|              |                                                                  | Mostarskog Bataljona bb Mostar (derzeit nicht verlegt, November 2024) | Sigmund Žiga Mandelbaum (1883–1943) |

### Sarajevo
In Sarajevo finden sich sechs Stolpersteine an fünf Adressen.
| Stolperstein | Übersetzung                                                             | Verlegeort                                                                                          | Name, Leben |
| ------------ | ----------------------------------------------------------------------- | --------------------------------------------------------------------------------------------------- | --- |
|              | HIER ARBEITETE LEON FINCI GEB. 1914 ERMORDET 1941 IM KZ JASENOVAC       | Ćumurija 9 Sarajevo                                                                                 | Leon Finci (1897–1942) war Oberrabbiner. Verheiratet mit Lotti. academic.oup.com |
|              | HIER LEBTE DR. MORIC LEVI GEB. 1879 GETÖTET 1942 IN EINEM LAGER IN GRAZ | Branilaca Sarajeva 24 Sarajevo                                                                      | Moric Levi wurde am 27. Februar 1879 in Sarajevo in eine sephardische Familie hineingeboren. Sein Vater verstarb bereits vor seiner Geburt. Levi schloss seine Ausbildung an der Jeschiwa seiner Heimatstadt im Jahre 1901 ab. Zu seinen Lehrern zählte der Rektor der Jeschiwa, Rabbi Avraham Mercado Romano (1852–1937). Er ging nach Wien, studierte Semitische Philologie und wurde 1906 promoviert. Im Jahr darauf absolvierte er die Rabbiner-Prüfungen. Moric Levi kehrte in seine Heimatstadt zurück und war 24 Jahre lang Oberrabbiner der Sephardischen Gemeinde von Sarajevo. Er unterrichtete an den höheren Schulen der Stadt und gehörte dem Beth Din, dem Rabbinatsgericht, an. Er war verheiratet und hatte zwei Kinder. Moric Levi wurde vom NS-Regime verhaftet, in ein Lager bei Graz verschleppt und dort im Jahre 1942 ermordet. |
|              | HIER ARBEITETE AVRAM LEVI SADIĆ GEB. 1868 ERMORDET 1944 IN LIKA         | Ulica Trampina 4 Sarajevo                                                                           | Avram Levi Sadić (1868–1944), Gründer der Sockenfabrik „Ključ“ |
|              | HIER LEBTE DANIEL OZMO GEB. 1912 ERMORDET 1942 IM KZ JASENOVAC          | Gimnazijska 3 Sarajevo                                                                              | Daniel Ozmo wurde am 14. März 1912 in Olovo geboren. Er entstammte einer jüdischen Familie. Seine Eltern waren Haim und Lenka Ozmo, er hatte sieben Geschwister. Ozmo ging zum Studium nach Belgrad und schloss sich der Kommunistisch-Progressiven Jugendbewegung an. Er wurde Maler und Graphiker, wurde Mitglied der Künstlervereinigung Collegium Artisticum, die als links angesehen wurde. Seine Arbeiten zeigen das Leben der sephardischen Juden und die Arbeiterklasse Bosniens, auch die Land- und Forstarbeiter. In den Jahren 1932 bis 1940 waren seine Werke mehrfach in Sarajevo ausgestellt, 1937 auch in Belgrad. Nach der Invasion Jugoslawiens durch deutsche Streitkräfte im Jahr 1941 versteckte er sich bei seiner Schwester und deren Familie, wurde jedoch von der Polizei gefasst, als er aus der Stadt zu fliehen versuchte. Am 16. November 1942 wurde er in das KZ Jasenovac verschleppt und dort zu schwerer Zwangsarbeit eingesetzt, zur Errichtung von Baracken und Stacheldrahtzäumen, auch zum Dammbau. Daniel Ozma war auch Kapo der Künstlerwerkstatt „Keramikgruppe“, die offizielle Propagandakunst für das Lager erzeugte. Einige Beispiele dieser Werke finden sich im Historischen Museum von Bosnien und Herzegowina in Sarajevo. Daniel Ozmo wurde durch Erschießen hingerichtet, entweder am 1. August 1942 oder am 5. September 1942 im KZ Jasenovac. 1978 gab die Jugoslawische Post eine Sondermarke zu 4,90 Dinar heraus, die Holzfäller bei der Arbeit von Daniel Ozmo zeigt, einen Holzschnitt. In Sarajevo ist ein Denkmal für ihn errichtet, eine Büste. |
|              | HIER LEBTE LAURA PAPO BOHORETA GEB. 1891 ERMORDET 1942 IN SARAJEVO      | Velika avlija Laure Papo Bohorete Im Hof des Museums der Juden von Bosnien und Herzegowina Sarajevo | Laura Papo Bohoreta (1891–1942), Schriftstellerin, Historikerin, Übersetzerin und eine der ersten Feministinnen in Bosnien und Herzegowina |
|              | HIER LEBTE MARCEL SNEIDER GEB. 1900 ERMORDET 1941 IM KZ JADOVNO         | Gimnazijska 3 Sarajevo                                                                              | Marcel Sneider (1900–1941) war Mathematiker und Physiker. |

## Verlegedaten
- 29. April 2024: Sarajevo[10]
- 16. Mai 2024: Mostar

Angekündigt wurden auch Verlegungen in Banja Luka und Doboj.